# Salenocidaris varispina
Salenocidaris varispina är en sjöborreart. Salenocidaris varispina ingår i släktet Salenocidaris och familjen Saleniidae. Inga underarter finns listade i Catalogue of Life.